# The Pink Swastika
The Pink Swastika: Homosexuality in the Nazi Party («La esvástica rosa: Homosexualidad en el partido nazi») es un libro publicado por primera vez en 1995 por Scott Lively y Kevin Abrams, y que está actualmente en su quinta edición. El libro ha sido fuertemente criticado por los historiadores.

## Tesis defendidas
El título del libro, así como el libro mismo, hacen referencia al libro The Pink Triangle: The Nazi War Against Homosexuals («El triángulo rosa: la guerra nazi contra los homosexuales»), en el que el autor Richard Plant detalla la homofobia en el partido nazi y las víctimas  homosexuales del nazismo. Una de las principales fuentes de The pink swastika fue Germany's National Vice («El vicio nacional alemán») de Samuel Igra, al que Lively denomina «la versión de 1945 de The pink swastika».
Según los autores, los homosexuales del partido nazi contribuyeron al militarismo extremo de la Alemania nazi. Para ellos los líderes del régimen nazi, incluyendo al mismo Adolf Hitler, eran homosexuales; también afirman que ocho de los diez principales asesinos en serie de los EE. UU. eran homosexuales. También defienden que la persecución de los homosexuales estaba dirigida solamente a los afeminados.

## Recepción
Erik N. Jensen considera que la relación trazada por los autores entre la homosexualidad y el nazismo es la vuelta de un «mito pernicioso» recurrente, originado en los ataques a los nazis realizados por la prensa socialista y comunista alemana en la década de 1930 y que ha sido «desbancada hace tiempo» por «estudiosos serios». Jensen considera que el libro como una «secuela de la medida 9 [del referéndum de] Oregón para revocar los derechos de los gais». Dorthe Seifert lo considera como una respuesta a la creciente conciencia del público de la persecución de los homosexuales. Christine L. Mueller afirma que la documentación histórica no apoya las afirmaciones de Abrams. Bob Moser, escribiendo para el Southern Poverty Law Center, afirma que el libro ha sido apoyado y promocionado por grupos antigais y que los historiadores están de acuerdo en que sus premisas son «totalmente falsas».
Jonathan Zimmerman, un historiador de la Universidad de Nueva York, escribió que la afirmación de que los gais ayudaron a introducir el nazismo en Alemania es «simplemente mentira». Zimmerman señala que «[e]ntre 1933 y 1945, los nazis arrestaron aproximadamente a 100 000 hombres por homosexualidad. La mayoría de los gais condenados eran enviado a prisión; entre 5000 y 15 000 fueron internados en campos de concentración, donde llevaban triángulos rosas para señalar su supuesto crimen». Además afirma, «[p]ara conseguir su liberación de los campos, algunos gais tuvieron que someterse a castraciones forzadas. Otros fueron mutilados o asesinados en supuestos experimentos médicos de médicos nazis, que insistían que la homosexualidad era una enfermedad que podía ser "curada".» 
Además de que «Hitler autorizó un edicto de 1941 que ordenaba la pena de muerte [...] a los miembros de las SS y de la policía que fueran culpables de actividades gais.»

### Bryan Fischer
Bryan Fischer, presentador del programa de radio Focal Point de la estación de Radio American Family de la American Family Association y bloguero, fue despedido de su puesto de Director de Análisis de Asuntos del gobierno y políticas públicas de la American Family Association debido a una serie de opiniones tomadas del libro The pink swastika.
En 2008 Fischer publicó un ensayo titulado «The truth about homosexuality and the Nazi Party» («La verdad sobre la homosexualidad y el partido nazi») en el que afirmaba que el «partido nazi comenzó en un bar gay de Múnich», que la Noche de los cuchillos largos fue «en gran parte realizada por homosexuales» y que los homosexuales eran reclutados por las camisas marrones de Hitler porque eran «un grupo arrogante y orgulloso» que podían «matar y masacrar porque sí», además de que «si un oficial de las SA no era homosexual, no tenía posibilidad de avanzar [en su carrera]».
En 2010, Bryan Fischer repitió sus afirmaciones de que Hitler era homosexual en la radio American Family y dijo que «Hitler descubrió que no podía conseguir que los soldados heterosexuales se comportasen de forma tan salvaje y brutal y viciosa para cumplir sus órdenes, pero que los soldados homosexuales básicamente no tenían límites y el salvajismo y la brutalidad que estaban dispuestos a cometer contra quienes les enviase Hitler. Así que se rodeó, prácticamente todos los SA, los camisas marrones, eran homosexuales masculinos.» En 2013 repitió para el programa American Family Talk que Hitler fundó el partido nazi «en un bar gay de Múnich» y que «[Adolf Hitler] no consiguió que los heterosexuales fuesen lo bastante sanguinarios para ser sus sicarios».